# Leucanthemopsis pulverulenta
Leucanthemopsis pulverulenta é uma espécie de planta com flor pertencente à família Asteraceae. 
A autoridade científica da espécie é Heywood, tendo sido publicada em Anales del Instituto Botánico A. J. Cavanilles 32(2): 184. 1975.

## Portugal
Trata-se de uma espécie presente no território português, nomeadamente os seguintes táxones infraespecíficos:
- Leucanthemopsis pulverulenta subsp. pulverulenta - presente em Portugal Continental. Em termos de naturalidade é endémica da Península Ibérica. Não se encontra protegida por legislação portuguesa ou da Comunidade Europeia.